# 松山竜平
松山 竜平（まつやま りゅうへい、1985年9月18日 - ）は、鹿児島県曽於郡大崎町出身のプロ野球選手（外野手、内野手）。右投左打。広島東洋カープ所属。

## 経歴

### プロ入り前
大崎町立大崎小学校3年生の時にソフトボールを始め、6年生で全国大会優勝。ソフトボールスポーツ少年団の監督の勧めで左打ちに転向した。その監督が福留孝介を育てた新留勝郎である。当時松山は捕手を務めており、同チームの1学年下には榎田大樹が在籍していた。大崎中学校時代は、ヤングリーグの「鹿屋ビッグベアーズ」に所属した。
鹿屋中央高等学校では1年生からエースで4番だったが、甲子園には出場していない。高校時代は猛練習が実を結び、3年時春には100mだった遠投が夏には123mにまで伸ばし、苦手だった50m走の記録も春の6秒5から夏には6秒0まで伸ばしている。
九州国際大学に進学し、1年春から出場。2007年6月の全日本大学野球選手権大会では、2回戦に早大の斎藤佑樹から二塁打を打ち注目された。4年間で首位打者2回、本塁打王1回、打点王3回に輝き、通算安打は122本で、九州六大学リーグの新記録を作る。大学通算打率.412、通算三振数は18（1試合平均0.24個）。福岡大学の白仁田寛和とは、九州六大学野球のライバルであった。2007年11月19日のプロ野球大学生・社会人ドラフト会議で広島東洋カープに4巡目で指名された。入団時の意気込みとして背番号37を永久欠番にしたいと語り、登録名に関しても活躍後に"竜平"に変更したいと語った。同年11月26日に契約金5000万円、年俸1000万円（推定）で仮契約。背番号は37。

### 広島時代

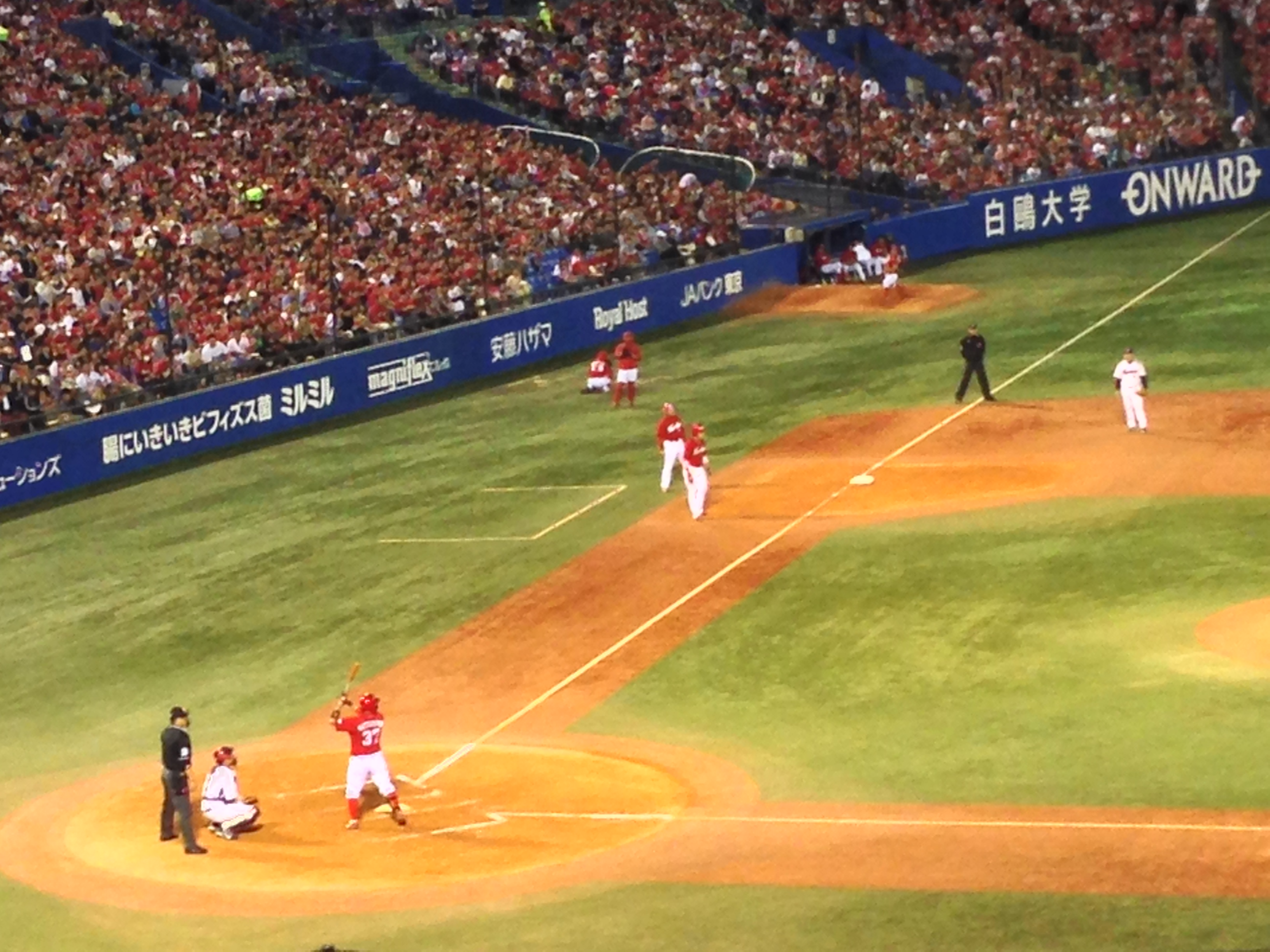
ナイターで打席に立つ松山

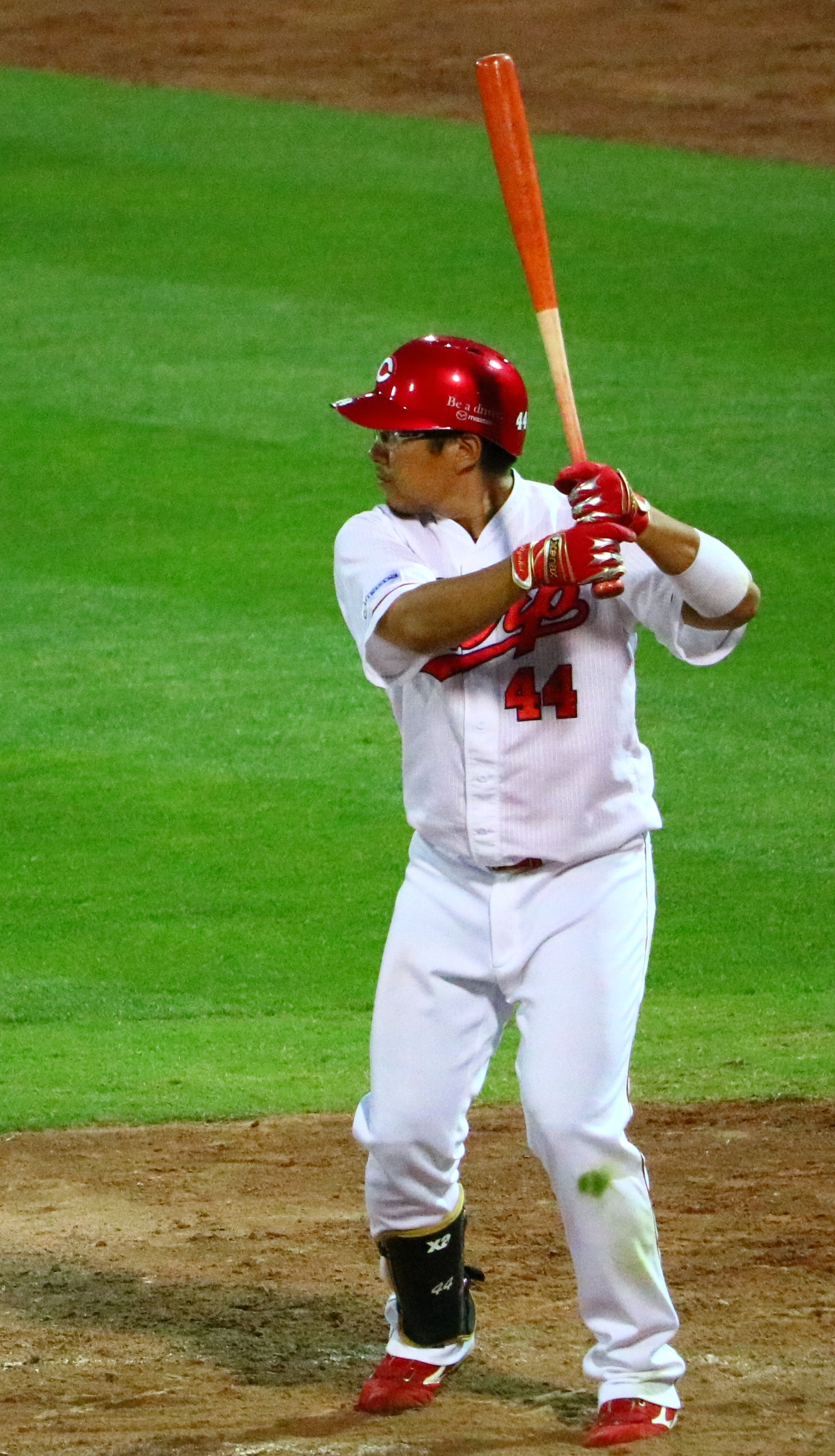
打席での松山（2017年6月15日、MAZDA Zoom-Zoom スタジアム広島）

2008年は、開幕一軍を逃したものの、ウエスタン・リーグ開幕からチームの中軸として好調を保ち、4月24日に一軍昇格。代打による2打席のみで二軍に降格したが、その直後二軍では4番に定着。疲れや守備練習に時間を割くこともあって調子を落とすこともあったが、ウエスタン・リーグの打点王を獲得。安打もリーグ最多を記録した。課題の守備は将来を睨んで三塁の練習をしているが、ウエスタン・リーグの試合では主に一塁を守る機会が多かった。それまでやっていた外野は2試合のみの出場だった。
2009年は、春季キャンプの途中に肉離れでリタイア。4月に二軍に合流すると5月にはウエスタン・リーグの月間MVPを受賞する活躍を見せたが、その後の不調が響いて一軍出場はなかった。守備では三塁の守備に就く機会が前年の5試合から33試合に増えた。
2010年は、主に一塁手としてウエスタン・リーグの試合に出場。前年に続き一軍出場はなかった。11月に、大学時代に知り合った女性との結婚を発表。すでに同年より同居生活を送り、12月12日（この日は自身の入団会見の日にあたる）に入籍。2011年2月には第一子が産まれる予定であることを明かした。
2011年は、岩本や天谷の不振で一軍昇格すると、6月9日の埼玉西武ライオンズ戦で涌井秀章から決勝打となるプロ初本塁打を打ってチームの連敗を10で止めた。7月5日の横浜ベイスターズ戦では初の3安打を打ち、結局この年は自己最多68試合に出場。打率.270、3本塁打の成績を残した。
2012年は、前年度の活躍が評価され、オープン戦でチーム唯一の全試合出場。打率.403の好成績を残し、オープン戦の首位打者となった。この活躍で開幕を一軍で迎えた。ところがシーズンが始まると突如打てなくなり、一軍と二軍を往復する生活が続くも、8月21日の横浜DeNAベイスターズ戦では初の4番打者を務め、8月30日の東京ヤクルトスワローズ戦では4番としての初打点を挙げた。結局この年は打撃部門の全てで前年度を下回り、打率もあわや1割台と打撃不振に苦しんだ。
2013年は、廣瀬純などと外野の枠を争い、シーズンを通して一軍に定着する。4月21日の巨人戦で延長11回に代打でサヨナラ内野安打を放ち、お立ち台で「鹿児島のじいちゃん、ばあちゃん、今日オレやったよ」と叫んだ。最終的に規定打席到達はならなかったものの自己最高となる打率.282、10本塁打、52打点、OPS.732を記録し球団初のクライマックスシリーズ進出に貢献した。
2014年は、春季キャンプ2日目に故障したが、オープン戦は9試合に出場し打率.452を記録するなど打撃好調だった。開幕2戦目の中日ドラゴンズ戦に「3番・右翼手」で先発出場した。その後は打撃不振が続いたが、徐々に調子を上げ3割を維持していた。しかし、6月13日の埼玉西武ライオンズ戦で左前十字靱帯を損傷し、約2か月の戦線離脱となった。規定打席到達はならなかったが、打率.318、7本塁打、34打点、OPS.815を記録した。シーズン終了後には新人の野間峻祥に背番号を譲り、迎祐一郎の引退で欠番になった44に変更されることが発表された。
2015年は、開幕戦に「5番・左翼手」で先発出場した。4月18日の中日戦で故障し、戦線離脱となった。復帰後は一塁手、左翼手、右翼手、指名打者など様々なポジションでの出場が続き、左投手が先発する試合では、左の代打の切り札としての出場が多くなった。6、7、8月の月間打率がそれぞれ.391、.348、.387と打撃好調で、8月終了時点では3割を維持していた。しかし、9月に深刻な打撃不振に陥り、最終的には打率.277、7本塁打、26打点、OPS.795でシーズンを終えた。阪神タイガースの藤浪晋太郎を得意とし（打率.583、本塁打1、打点3、四球1）、藤浪キラーと呼ばれた。10月20日、秋季練習中に右太もも裏を故障し、三軍調整となった。
2016年は、開幕から代打での起用が続いたが、徐々に調子を上げ先発起用の回数が増えた。6、7月には打撃不振に陥り数字を落としたが、8月以降は打率.346と復調し、チームが25年ぶりのリーグ優勝を決めた9月10日の読売ジャイアンツ戦ではマイルズ・マイコラスから決勝本塁打を打った。
2017年は、シーズンを通して打棒が好調で苦手だった左投手が先発の時も先発出場が増え、主に5番を任された。鈴木誠也が故障で離脱した後は代役の4番打者に座り、鈴木の台頭によりあまり守っていなかった右翼の守備も任された。9月は打撃絶好調で2017年9、10月度の月間MVPを受賞した。9月以降に4番打者として出場した20試合で、打率.408（71-29）、5本塁打、23打点（リーグトップ）、得点圏打率.480、殊勲安打10本を記録、チームの月間16勝とリーグ連覇に貢献した。特に、9月9日の中日戦では4本の適時打で4打点を挙げ、翌10日に「多分、人生で一番飛びました」という特大の同点2ランを岩瀬仁紀から放ち、9試合で計15打点の活躍でチームを9連勝に導いた。最終成績は規定打席不足ながら打率は3割を大きく超え、自己最多となる14本塁打、77打点を記録し、チームの37年ぶりとなるリーグ連覇に大きく貢献した。
2018年は、休養や左投手が相手先発の時に先発を外れることもあったが、年間を通してほぼ5番打者として先発起用された。プロ11年目で初めて規定打席に到達し、打率3割・2桁本塁打を共にクリアし、球団初のリーグ3連覇に大きく貢献した。11月9日にはこの年取得したFA権を行使せずにチームに残留することを表明した。また、11月19日に球団から2019年シーズンより背番号が44から55に変更されることが発表された。
2019年は、序盤から不振に苦しみ、前半戦は打率2割を切るなど低迷した。後半戦は調子を取り戻し、23試合で4番打者を務めた。最終的に110試合に出場し、打率.259、6本塁打、49打点を記録した。
2020年は、腰痛の影響で開幕を二軍で迎えた。一軍復帰後は正一塁手を務め、7月17日のヤクルト戦で遅まきながら開幕55打席目でシーズン初本塁打を放った。シーズン終盤は4番を任されたが10月の得点圏打率が.212に留まるなど不振に陥り、最終的に108試合の出場で打率.277、9本塁打だった。
2021年は、開幕戦に先発出場したが、度重なる故障や、ケビン・クロンの加入によって代打での出場が増え、7年ぶりに出場試合数が100を下回った。
2022年は、前年オフにMLBに移籍した鈴木誠也に代わって自身初めて4番打者として開幕を迎えたが、ライアン・マクブルームの加入により、スタメンを外れる試合が相次いだ。4月16日には新型コロナウイルスの陽性判定を受け、出場選手登録を抹消された。
2023年は、4月20日の阪神戦・満塁の場面で代打で出場し、走者一掃となる二塁打を放って逆転勝利に貢献、通算500打点を達成した。
2024年は、主に代打として起用され、5月10日時点で打率.292という結果を残していた。しかし、シーズン中盤以降は不振に陥り、最終的に打率.178という成績に終わった。11月22日、3000万円減となる推定年俸3500万円で契約を更改した。

## 選手としての特徴
打撃では卓越したバットコントロールと勝負強さを誇る。いわゆる“天才肌”で、どんな球種、コースでも芯で捉え、ヒットゾーンに飛ばすことができる。その一方で守備・走塁を課題としており、先発出場の際は、終盤に代走または守備固めが送られることが多い。

## 人物
- 愛称は「アンパンマン」[40]、「まっちゃん」など[41]。アンパンマンという愛称は大学3年生の時に先輩から付けられた。プロ入り後も「アンパンマンで僕の名前を覚えてくれるなら喜んで呼ばれたい」とファンに呼びかけた。ホームのマツダスタジアムで打席に向かう際の出囃子も「アンパンマンのマーチ」[42]。また、本塁打を打った際には「松山のアンパンチが炸裂」などと述べられることが多い[40]。
- ドラフト指名を受けた直後の会見では、所有していた牛を売ってまで大学の学費を出してくれた祖父に感謝の意を述べながら感極まって大粒の涙を流した[43]。
- 広島に入団後はチームのいじられキャラとして愛されている[41]。
- お立ち台での決まり文句は、「鹿児島のじいちゃんばあちゃん、今日俺やったよ！」[43]。しかし、2013年ごろからは前田健太やほかのチームメイトに先に言われてしまうことが多い。
- 広島で最初に着けた背番号37は入団会見で「永久欠番にしたい」と意気込むほど愛着を持っていた。しかし、入団後はなかなか安定した結果を残せず、怪我に泣かされるなど苦悩の日々が続くと、2014年オフに野間峻祥に譲り、自身は44に変更。松山はこの時を振り返り「情けないシーズンを送り、クビになることも覚悟していた。背番号が変わることで、良い方向に変わればいいなと思った」と語っている[44]。その後はチームに欠かせない戦力となり、2018年オフには自身が尊敬する嶋重宣や仲の良かったブラッド・エルドレッドらが着けていた55に自らの意思で変更している[45]。
- 少年時代から自身と同じ右投左打である松井秀喜に憧れている[46]。
- 2016年のオープン戦期間に視力検査を行った際、視力1.5だと思い込んでいたが実際は0.6であることが分かり、その直後から度付きのサングラスを使用している[42]。
- 趣味はゴルフ、釣り[47]。

## 詳細情報

### 年度別打撃成績
| 年 度      | 球 団      | 試 合 | 打 席 | 打 数 | 得 点 | 安 打 | 二 塁 打 | 三 塁 打 | 本 塁 打 | 塁 打 | 打 点 | 盗 塁 | 盗 塁 死 | 犠 打 | 犠 飛 | 四 球 | 敬 遠 | 死 球 | 三 振 | 併 殺 打 | 打 率 | 出 塁 率 | 長 打 率 | O P S |
| ---------- | ---------- | ----- | ----- | ----- | ----- | ----- | -------- | -------- | -------- | ----- | ----- | ----- | -------- | ----- | ----- | ----- | ----- | ----- | ----- | -------- | ----- | -------- | -------- | ----- |
| 2008       | 広島       | 2     | 2     | 2     | 0     | 0     | 0        | 0        | 0        | 0     | 0     | 0     | 0        | 0     | 0     | 0     | 0     | 0     | 1     | 0        | .000  | .000     | .000     | .000  |
| 2011       | 広島       | 68    | 204   | 196   | 15    | 53    | 6        | 1        | 3        | 70    | 19    | 0     | 1        | 0     | 0     | 8     | 0     | 0     | 20    | 5        | .270  | .299     | .357     | .656  |
| 2012       | 広島       | 48    | 146   | 137   | 4     | 28    | 4        | 0        | 0        | 32    | 7     | 1     | 0        | 0     | 0     | 8     | 0     | 1     | 13    | 3        | .204  | .253     | .234     | .487  |
| 2013       | 広島       | 123   | 389   | 372   | 27    | 105   | 23       | 1        | 10       | 160   | 52    | 2     | 0        | 1     | 4     | 11    | 0     | 1     | 49    | 4        | .282  | .302     | .430     | .732  |
| 2014       | 広島       | 80    | 250   | 233   | 26    | 74    | 9        | 1        | 7        | 106   | 34    | 0     | 1        | 0     | 1     | 14    | 1     | 2     | 29    | 7        | .318  | .360     | .455     | .815  |
| 2015       | 広島       | 100   | 229   | 202   | 14    | 56    | 13       | 0        | 7        | 90    | 26    | 1     | 1        | 0     | 3     | 23    | 0     | 1     | 30    | 8        | .277  | .349     | .446     | .795  |
| 2016       | 広島       | 103   | 275   | 254   | 34    | 74    | 10       | 2        | 10       | 118   | 41    | 0     | 0        | 0     | 1     | 20    | 1     | 0     | 29    | 4        | .291  | .342     | .465     | .806  |
| 2017       | 広島       | 120   | 387   | 350   | 39    | 114   | 23       | 4        | 14       | 187   | 77    | 0     | 0        | 0     | 6     | 31    | 0     | 0     | 45    | 8        | .326  | .375     | .534     | .909  |
| 2018       | 広島       | 124   | 446   | 397   | 46    | 120   | 25       | 2        | 12       | 185   | 74    | 2     | 0        | 0     | 5     | 42    | 4     | 2     | 46    | 10       | .302  | .368     | .466     | .834  |
| 2019       | 広島       | 110   | 327   | 294   | 21    | 76    | 14       | 1        | 6        | 110   | 49    | 0     | 0        | 0     | 2     | 29    | 1     | 2     | 42    | 7        | .259  | .327     | .374     | .701  |
| 2020       | 広島       | 108   | 425   | 404   | 38    | 112   | 27       | 1        | 9        | 168   | 67    | 0     | 1        | 0     | 3     | 17    | 4     | 1     | 72    | 11       | .277  | .306     | .416     | .722  |
| 2021       | 広島       | 85    | 194   | 175   | 9     | 46    | 10       | 0        | 2        | 62    | 29    | 0     | 0        | 0     | 2     | 17    | 0     | 0     | 22    | 4        | .263  | .325     | .354     | .679  |
| 2022       | 広島       | 88    | 166   | 152   | 9     | 33    | 7        | 0        | 2        | 46    | 23    | 0     | 0        | 0     | 3     | 11    | 1     | 0     | 22    | 2        | .217  | .265     | .303     | .568  |
| 2023       | 広島       | 79    | 156   | 143   | 5     | 36    | 9        | 0        | 0        | 45    | 27    | 0     | 0        | 0     | 2     | 10    | 0     | 1     | 27    | 4        | .252  | .301     | .315     | .616  |
| 2024       | 広島       | 65    | 78    | 73    | 2     | 13    | 4        | 0        | 1        | 20    | 10    | 0     | 0        | 0     | 1     | 4     | 3     | 0     | 12    | 5        | .178  | .218     | .274     | .492  |
| 通算：15年 | 通算：15年 | 1303  | 3674  | 3384  | 289   | 940   | 184      | 13       | 83       | 1399  | 535   | 6     | 4        | 1     | 33    | 245   | 15    | 11    | 459   | 82       | .278  | .326     | .413     | .739  |

- 2024年度シーズン終了時

### 年度別守備成績
| 年 度 | 球 団 | 一塁  | 一塁  | 一塁  | 一塁  | 一塁  | 一塁     | 三塁  | 三塁  | 三塁  | 三塁  | 三塁  | 三塁     | 外野  | 外野  | 外野  | 外野  | 外野  | 外野     |
| 年 度 | 球 団 | 試 合 | 刺 殺 | 補 殺 | 失 策 | 併 殺 | 守 備 率 | 試 合 | 刺 殺 | 補 殺 | 失 策 | 併 殺 | 守 備 率 | 試 合 | 刺 殺 | 補 殺 | 失 策 | 併 殺 | 守 備 率 |
| ----- | ----- | ----- | ----- | ----- | ----- | ----- | -------- | ----- | ----- | ----- | ----- | ----- | -------- | ----- | ----- | ----- | ----- | ----- | -------- |
| 2011  | 広島  | -     | -     | -     | -     | -     | -        | -     | -     | -     | -     | -     | -        | 50    | 67    | 0     | 1     | 0     | .985     |
| 2012  | 広島  | 20    | 141   | 16    | 0     | 9     | 1.000    | 1     | 1     | 2     | 0     | 0     | 1.000    | 22    | 25    | 1     | 0     | 0     | 1.000    |
| 2013  | 広島  | 23    | 95    | 9     | 4     | 10    | .963     | -     | -     | -     | -     | -     | -        | 86    | 114   | 4     | 0     | 0     | 1.000    |
| 2014  | 広島  | 15    | 39    | 3     | 0     | 3     | 1.000    | -     | -     | -     | -     | -     | -        | 56    | 71    | 3     | 2     | 0     | .974     |
| 2015  | 広島  | 13    | 96    | 9     | 1     | 5     | .991     | -     | -     | -     | -     | -     | -        | 36    | 49    | 0     | 0     | 0     | 1.000    |
| 2016  | 広島  | 7     | 43    | 1     | 1     | 3     | .978     | -     | -     | -     | -     | -     | -        | 60    | 63    | 1     | 1     | 0     | .985     |
| 2017  | 広島  | 7     | 32    | 4     | 0     | 11    | 1.000    | -     | -     | -     | -     | -     | -        | 89    | 135   | 4     | 2     | 1     | .986     |
| 2018  | 広島  | 56    | 441   | 33    | 5     | 37    | .990     | -     | -     | -     | -     | -     | -        | 48    | 60    | 1     | 1     | 0     | .984     |
| 2019  | 広島  | 36    | 252   | 21    | 5     | 24    | .982     | -     | -     | -     | -     | -     | -        | 45    | 56    | 0     | 2     | 0     | .966     |
| 2020  | 広島  | 102   | 806   | 54    | 9     | 65    | .990     | -     | -     | -     | -     | -     | -        | -     | -     | -     | -     | -     | -        |
| 2021  | 広島  | 29    | 172   | 10    | 4     | 12    | .978     | -     | -     | -     | -     | -     | -        | 13    | 19    | 0     | 1     | 0     | .950     |
| 2022  | 広島  | 15    | 109   | 6     | 2     | 7     | .983     | -     | -     | -     | -     | -     | -        | 6     | 8     | 0     | 0     | 0     | 1.000    |
| 2023  | 広島  | 22    | 155   | 10    | 1     | 10    | .994     | -     | -     | -     | -     | -     | -        | 3     | 3     | 0     | 0     | 0     | 1.000    |
| 2024  | 広島  | 24    | 3     | 0     | 2     | 1     | .333     | -     | -     | -     | -     | -     | -        | -     | -     | -     | -     | -     | -        |
| 通算  | 通算  | 369   | 2384  | 176   | 34    | 197   | .987     | 1     | 1     | 2     | 0     | 0     | 1.000    | 514   | 670   | 14    | 10    | 1     | .986     |

- 2024年度シーズン終了時

### 表彰
- 月間MVP：1回（打者部門：2017年9月）

### 記録
初記録
- 初出場・初打席：2008年4月24日、対東京ヤクルトスワローズ3回戦（広島市民球場）、6回裏に大竹寛の代打で出場、萩原淳から二塁ゴロ
- 初安打：2011年5月26日、対埼玉西武ライオンズ2回戦（MAZDA Zoom-Zoom スタジアム広島）、8回裏にブライアン・バリントンの代打で出場、牧田和久から左前安打
- 初先発出場：2011年5月31日、対東北楽天ゴールデンイーグルス3回戦（日本製紙クリネックススタジアム宮城）、「9番・指名打者」で先発出場
- 初本塁打・初打点：2011年6月9日、対埼玉西武ライオンズ3回戦（西武ドーム）、6回表に涌井秀章から右越2ラン
- 初盗塁：2012年5月12日、対中日ドラゴンズ8回戦（MAZDA Zoom-Zoom スタジアム広島）、2回裏に二盗（投手：岩田慎司、捕手：谷繁元信）

節目の記録
- 1000試合出場：2021年4月23日、対読売ジャイアンツ4回戦（東京ドーム）、「5番・左翼手」で先発出場 ※史上510人目

### 背番号
- 37（2008年 - 2014年）
- 44（2015年 - 2018年）
- 55（2019年 - ）

### 登場曲
- 「アンパンマンのマーチ」ドリーミング（2008年 - 2015年）
- 「アンパンマンたいそう」ドリーミング（2016年 - ）
- 「Lemon」米津玄師（2018年）
- 「BRAVE」嵐（2020年）
- 「Get Myself Back」安室奈美恵（2020年）
- 「Radioactive」Imagine Dragons（2020年）